# IC 4429
IC 4429 је елиптична галаксија у сазвјежђу Волар која се налази на листи објеката дубоког неба у Индекс каталогу.
Деклинација објекта је + 16° 54' 1" а ректасцензија 14h 27m 37,3s. Привидна величина (магнитуда) објекта IC 4429 износи 14,1 а фотографска магнитуда 15,1. IC 4429 је још познат и под ознакама MCG 3-37-17, CGCG 104-29, NPM1G +17.0499, DRCG 29-60, PGC 51637.